# Петушиное
Петушиное (фин. Hiijärvi) — озеро на территории Каменногорского городского поселения Выборгского района Ленинградской области.

## Общие сведения
Площадь озера — 1,4 км². Располагается на высоте 14,4 метров над уровнем моря.
Форма озера лопастная, продолговатая: вытянуто с северо-запада на юго-восток. Берега изрезанные, каменисто-песчаные, преимущественно возвышенные, местами скалистые.
Из юго-восточной оконечности озера вытекает безымянный водоток, который, протекая через озеро Луговое, впадает в реку Вуоксу.
С северо-запада от озера проходит дорога местного значения 41К-184 («Каменногорск — Лесогорский»).
Код объекта в государственном водном реестре — 01040300211102000011991.